# 山口寒水
山口 寒水（やまぐち かんすい、1884年（明治17年）4月5日 - 1904年（明治37年）6月28日）は、明治期の小説家。本名は清一郎。

## 生涯
1884年（明治17年）4月5日、群馬県群馬郡豊秋村大字石原字手川（現・渋川市石原）で、この地方では大きな一町六反の農家の次男として生れる。
1889年（明治23年）4月、渋川町長塚町の渋川町豊秋村学校組合立四明尋常小学校行幸田分校に入学。
小学校時代から雑誌『少年世界』を愛読し、友人と短篇小説を競作するなどする、文学好きの少年であった。1898年（明治31年）3月31日に尋常小学校高等科を卒業後、前橋の私塾集成館に学ぶ。14歳から15歳の頃にかけては、度々『少年世界』などに詩、俳句、俳文、雑文などを投稿し採用もされた。
また、16歳になって間もない1900年（明治33年）7月7日に、詳しい理由は不明だが、前橋で質屋を営む茂木家へ養子に入っている。そのため苗字も茂木となっているが、筆名は茂木寒水ではなく、生涯「山口寒水」で通した。
1901年（明治34年）、『少年世界』主筆の江見水蔭が企画し募集した「戸隠山探検隊」に参加。隊長である水蔭の付き人を務めた。このときに相撲が得意であったことと文学的才能を買われ、帰って間もなく、水蔭を頼って上京する。この上京の前後に郷土の文芸誌『横野乃華』に発表した小説「故山去」が処女作である。このときは「寒山」と号したが、のちに水蔭の名から一字を貰い、「寒水」と改めた。
上京してのち、北品川陣屋横町の水蔭宅の書生として住み込む。このときに江水社員である同郷の作家、田山花袋と知り合っている。
しかし在京中に脚気を患い、1年で生家へと戻ることとなった。帰郷ののち、高崎の地方紙『坂東日報』の記者として招かれ入社。記者として働く傍らで小説も書き続けた。
1903年（明治36年）1月、讀賣新聞に小説「氷採人夫（こおりきりにんぷ）」が入選。これは農村青年の恋愛を主題とした作品で、寒水は18歳にして中央文壇に名を知られる存在となった。続いて代表作となる「桑一枝（くわいっし）」を発表する。市川為雄は「桑一枝」について、「新しい問題意識を持った農民文学としての性格を示している」「農民文学史の上でも高く評価されてよいのではないかと私は思っている」と評している。
1904年（明治37年）、退社の辞を残し坂東日報社を退社する。理由は判然としないが、市川為雄は「前年の三十六年は、日露戦争勃発を前に、万朝報を中心に非戦論が叫ばれ、十月には万朝報社長黒岩涙香が主戦論者となり、非戦論者の内村鑑三、幸徳秋水、堺利彦などが退社するといった事件もあり、「坂東日報」によせた非戦論的な言辞が、筆禍を蒙ったのではないかと推察される」としている。
1月に故郷へ戻り、しばらくは落着いて創作を続けていたとみられるが、春頃に風邪がもとで肺結核に罹り、6月28日に死去。20歳であった。
寒水が死去した当時、花袋は日露戦争に従軍していたが、翌1905年（明治38年）6月25日、伊香保で催された寒水の追悼式典に竹貫佳水らと共に出席し、その途中に墓参している。このときのことを記した「香山遊記」にて、花袋は「寒水、年二十三四、其文才は刀寧の水のごとく清く、其思想は榛名の山の如く高かりしものを、一朝病の襲ふ所となりて、遂に此の故郷の土と化し去る、悲しからずや」と悼んだ。

## 著書
全て没後刊行。
- 「戦争文学」〈和文英訳叢書・第1集〉（1905年、渡辺書店） -  江見水蔭、和田垣謙三との共訳「知らぬ負傷」を収録。
- 山口寒水顕彰会編「寒水作品選集」（1983年、山口寒水顕彰会）
- 伊藤信吉監修「群馬文学全集（第17巻）」（2002年、群馬県立土屋文明記念文学館） - 「氷採人夫」ほか収録。
- 渡邉正彦編「群馬の作家（上）」（2002年、群馬県立土屋文明記念文学館） - 「氷採人夫」「筐の時計」「新聞社の内幕」「地方新聞社の内幕」「懸下新聞記者瓢堂と蒼波」「退社の辞」を収録。